# 小笠原貞経
小笠原 貞経（おがさわら さだつね）は、戦国時代から江戸時代初期にかけての武将・旗本。

## 略歴
天文12年（1543年）、赤沢経智の三男として誕生。当初は宗家の小笠原長時に仕えたが、武田信玄により信濃国から追放されると、陸奥国中村の相馬盛胤、義胤父子に招聘された。相馬氏が伊達氏の坂元城を攻めた際、一番乗りの軍功を挙げ、鎧作原の戦いでも首級を挙げた。
元亀3年（1572年）6月2日、長時から小笠原流弓馬術礼法の道統を託され、天正3年（1575年）8月12日には師範の許状を受けた。慶長9年（1604年）徳川家康に拝謁し、のち徳川秀忠に仕え、廩米500俵を賜り、赤沢から小笠原に復姓した。
慶長19年（1614年）、死去。享年72。